# Полонийкадмий
Полонийкадмий — бинарное неорганическое соединение, интерметаллид
полония и кадмия (может рассматриваться также как полонид кадмия)
с формулой CdPo,
кристаллы.

## Получение
- Сплавление стехиометрических количеств чистых веществ:

{\displaystyle {\mathsf {Po+Cd\ {\xrightarrow {T}}\ CdPo}}}

## Физические свойства
Полонийкадмий образует кристаллы
кубической сингонии,
пространственная группа F 43m,
параметры ячейки a = 0,6665 нм, Z = 4,
структура типа сульфида цинка ZnS
.